# حبل المتين

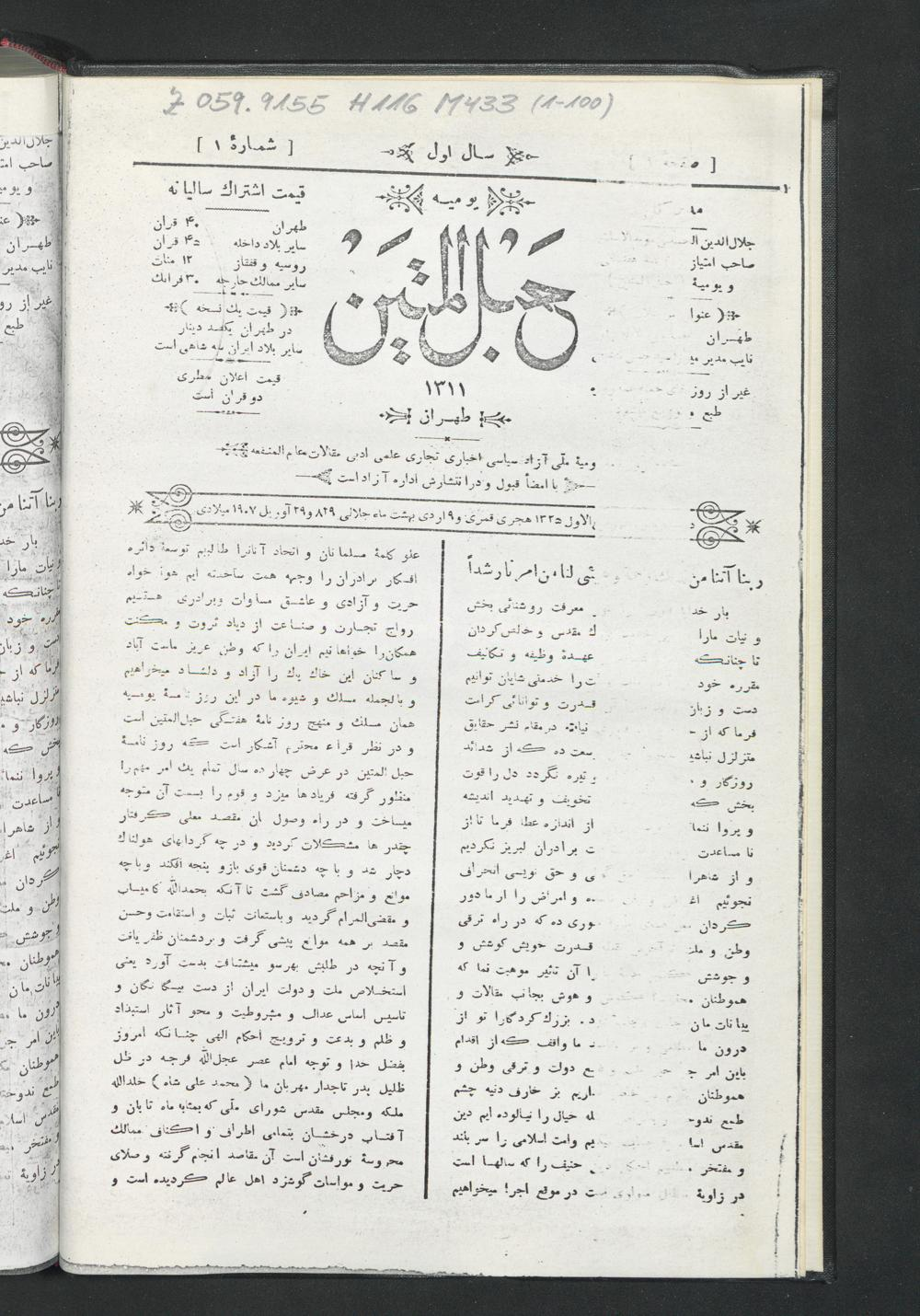
صورة للمجلة

حبل المتين هي مجلة كانت تنشر قبل وبعد فترة الثورة الدستورية في إيران وتصدر من كلكتا وطهران. كانت هذه المجلة تنشر خلال فترة الثورة الدستورية مع مجلات أخرى مثل نداى صبح وصادق ومجلس ومساوات وصوراسرافيل. كانت تلك الأعمال المذكورة آنفاً تعد من الأعمال المهمة التي ساعدت في نشر وترويج أفكار الحرية و المطالب الدستورية. اسم مدير المجلة هو سيد جلال الدين كاشانى الملقب بمؤيد الإسلام و الذي يُعد أحد أدباء ذلك العصر.

## التسمية
سميت المجلة بالحبل المتين كإشارة إلى الآية القرآنية رقم 103 من سورة آل عمران، (( وَاعْتَصِمُواْ بِحَبْلِ اللَّهِ جَمِيعًا وَلاَ تَفَرَّقُواْ وَاذْكُرُواْ نِعْمَةَ اللَّهِ عَلَيْكُمْ إِذْ كُنتُمْ أَعْدَاء فَأَلَّفَ بَيْنَ قُلُوبِكُمْ فَأَصْبَحْتُم بِنِعْمَتِهِ إِخْوَانًا وَكُنتُمْ عَلَىَ شَفَا حُفْرَةٍ مِّنَ النَّارِ فَأَنقَذَكُم مِّنْهَا كَذَلِكَ يُبَيِّنُ اللَّهُ لَكُمْ آيَاتِهِ لَعَلَّكُمْ تَهْتَدُونَ ))

## في كلكاتا
كانت المجلة تطبع بشكل أسبوعي في كلكتا وبدأت في جمادى الثاني عام 1311 بحسب التقويم الهجري القمري الموافق للحادي عشر من ديسمبر عام 1893من قبل جلال الدين كاشاني وانتهى إنتاج المجلة بوفاة مؤسسها و الذي يوافق للعام 1349 للهجرة أو 1930م. انتشرت المجلة الأسبوعية في نفس زمان حكم ناصر الدين شاه، وأثرت المجلة على وعي الجماهير.

## نوع الجريدة
كانت الجريدة تصف نفسها في عنوانها الرئيسي بأن جريدة”يومية وقومية وحرة وسياسية وإخبارية وتجارية وتحليله وعلمية وأدبية …مسلكها وطريقتها مثل المجلة الأسبوعية في كلكتا”.